# Várzea da Palma
Várzea da Palma is een gemeente in de Braziliaanse deelstaat Minas Gerais. De gemeente telt 36.314 inwoners (schatting 2009).

## Aangrenzende gemeenten
De gemeente grenst aan Buritizeiro, Francisco Dumont, Jequitaí, Lagoa dos Pato, Lassance en Pirapora.

## Verkeer en vervoer
De plaats ligt aan de weg BR-496.